# キューガーデン
キュー・ガーデンズ (Kew Gardens) は、イギリスの首都ロンドン南西部のキューにある王立植物園。キュー植物園などとも呼ばれる。1759年に宮殿併設の庭園として始まり、今では世界で最も有名な植物園として膨大な資料を有している。2021年11月23日の時点でアフリカ・熱帯アジア・オーストララシアといった地域のものを中心に世界中で採取された種子植物の標本700万点・菌類および地衣類の標本125万点を所蔵しており、標本はインデックス・ヘルバリオールムで割り当てられたコード K という形で文献に引用される。2003年にユネスコ世界遺産に登録された。新種の発見などに貢献している。

## 概要
植物園はロンドンの中心部から南西に位置するリッチモンドとキューの中間に設けられている。いまや公園ではなく、大規模な研究施設である。古くからカーティス・ボタニカル・マガジンを出版している。
1948年から2012年9月にわたる歳月をかけて『熱帯東アフリカの植物誌』(英: Flora of Tropical East Africa) を編纂した。ウガンダ・ケニア・タンザニア3カ国の植生を網羅したこの事業は12100種を収録、263巻という大ボリュームである。
キューガーデンは植物に関する情報をウェブで公開し普及に努めている。東南アジアについてライデン植物園と情報を共有するなど、ネットワーク自体の拡大も推進している。他の国際的研究機関とも協力して世界的な植物誌の完成をめざす。さらに、種子銀行としてのミレニアム・シード・バンク・プロジェクトを主導する。
過去には、ジョゼフ・バンクスやジョセフ・ダルトン・フッカーなどが園長を務めた。
園内には鉄骨造のガラス温室の「パーム・ハウス」と「テンパレート・ハウス」、オレンジェリー、クイーン・シャーロット・コテージ、フォリーの寺院、ツツジの「デル」、グレート・パゴダ、植物標本館など歴史的建造物が点在し、4棟がイギリス指定建造物1級に指定されている。

## 歴史
キュー・ガーデンズの歴史はテュークスベリーのケープル卿が熱帯植物を集めた庭を作ったことに始まる。その後この庭はジョージ2世の長男フレデリック皇太子の未亡人であるオーガスタ妃によって拡張され、ウィリアム・チェンバーズの設計による建築物が何棟か建てられた。そのうちの1つである1761年建造のグレート・パゴダは今日も残されている。
ジョージ3世はウィリアム・エイトンやジョゼフ・バンクスに命じてさらに庭園の植物を豊かなものにさせた。旧キュー・パークは1802年に廃止され、1781年にジョージ3世は隣接するダッチ・ハウスを買い上げて、王室の子供達を育てる施設とした。この建物は現在キュー宮殿として残されている。
1840年に庭園は国立の植物園と改組された。ウィリアム・ジャクソン・フッカーの指揮のもとで植物園は30ヘクタールにまで拡張され、さらに後の改修で現在の120ヘクタールの敷地が完成した。

## イギリス植民地政策とキューガーデン
往時のキュー王立植物園は、世界各地から資源植物（人間生活に必要なものを作ることができるとされた植物）を集め、品種改良などをおこなう場でもあった。改組同年より始まったローランド・ヒルの郵便を利用して、イギリス植民地内の各植物園と情報交換などを行った。そして、育成条件の合致する植民地に移植してプランテーションでの大量生産を図った。以下は移植例。
- 中国産の茶をインドのダージリン地方やスリランカへ
- アマゾン川流域産の天然ゴムをマレー半島へ
- ポリネシア産のパンノキを西インド諸島へ
- マラリアの特効薬キニーネ（キナの樹皮）をペルーからインドへ

ガーデン改組の時期に加硫ゴム製法が生まれ、そこへ海底ケーブル絶縁体としての特需がきて、南米のゴムの木を傷つけすぎにより枯死させていたが、南米諸国の目を盗んで移植したゴムは十分な供給量を確保した。

## キューガーデンと日本の桜
植物園には、1980年（昭和55年）に日本花の会から贈られた松前系の八重桜53本が植樹されている。また1993年（平成5年）には、多くの松前系の八重桜を生み出した浅利政俊から58品種の桜がウィンザー大公園と共に贈られて植樹され、このうち56品種が活着している。そしてキューガーデンやウィンザー大公園が起点となって、これらの桜がイギリス各地に広まっている。これらの品種のうちベニユタカ（紅豊）やリュウウンインベニヤエザクラ（龍雲院紅八重桜）など19品種は王立園芸協会のガーデン・メリット賞に選ばれている。

## 登録基準
この世界遺産は世界遺産登録基準のうち、以下の条件を満たし、登録された（以下の基準は世界遺産センター公表の登録基準からの翻訳、引用である）。
- (2) ある期間を通じてまたはある文化圏において、建築、技術、記念碑的芸術、都市計画、景観デザインの発展に関し、人類の価値の重要な交流を示すもの。
- (3) 現存するまたは消滅した文化的伝統または文明の、唯一のまたは少なくとも稀な証拠。
- (4) 人類の歴史上重要な時代を例証する建築様式、建築物群、技術の集積または景観の優れた例。

## ギャラリー

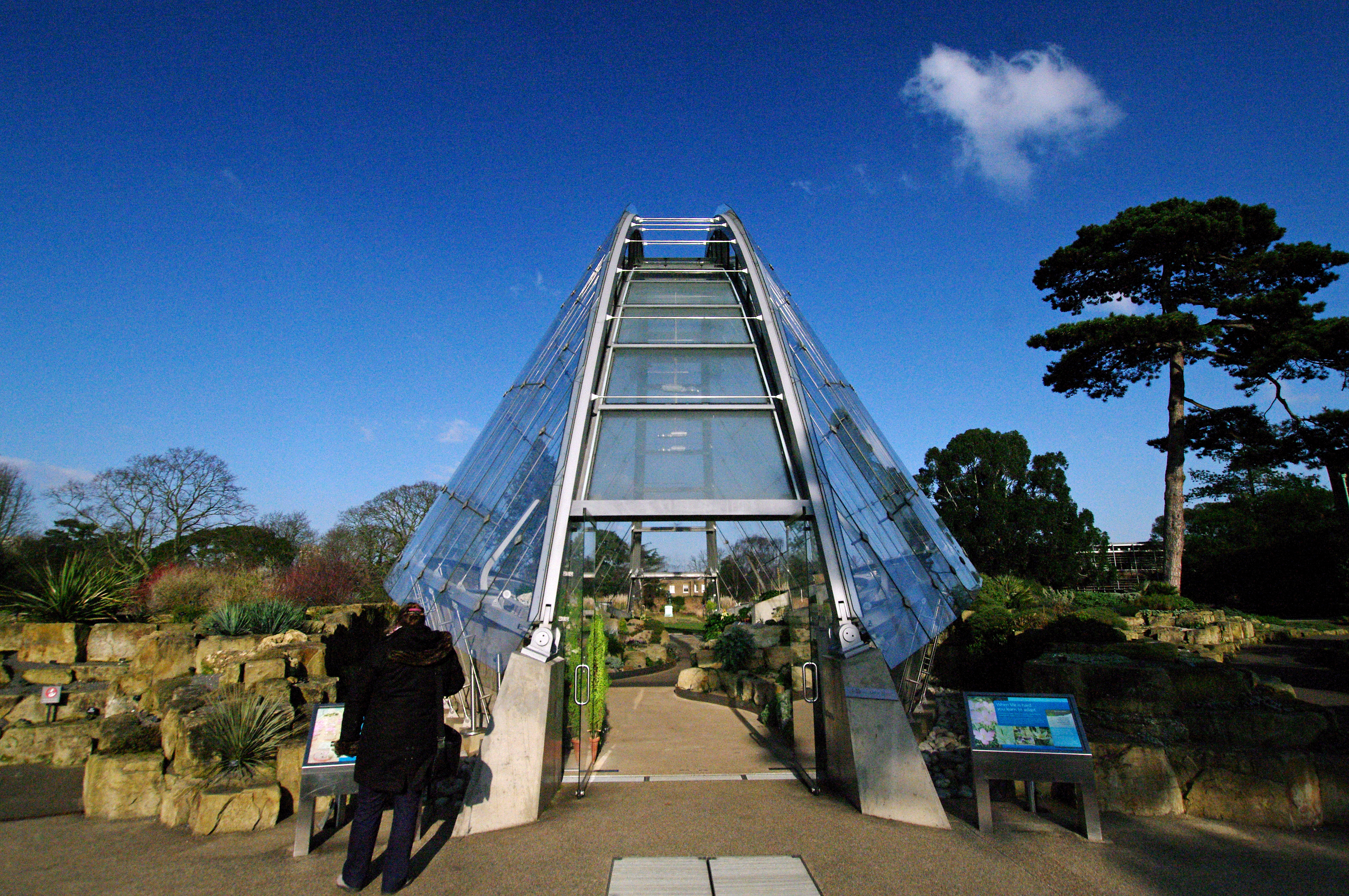
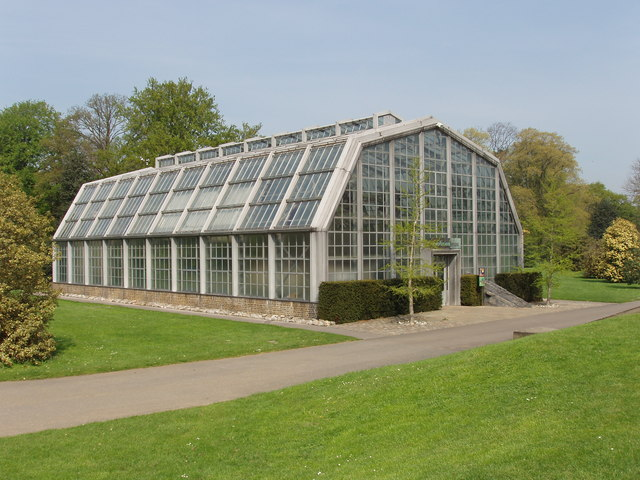

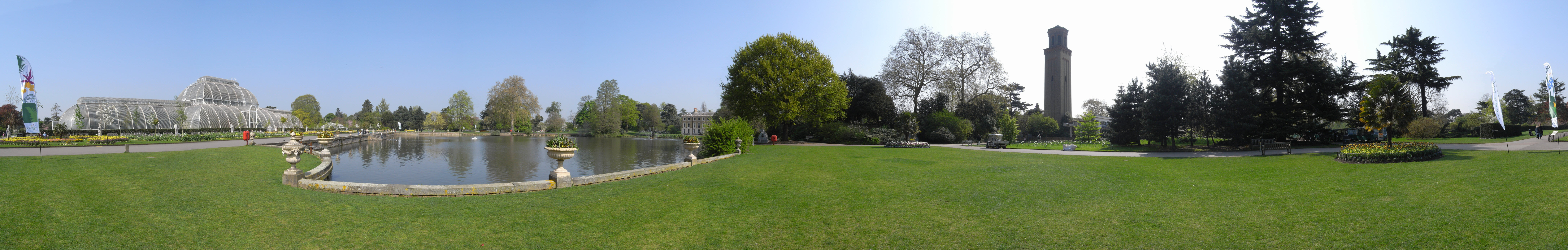
キューガーデンのパノラマ

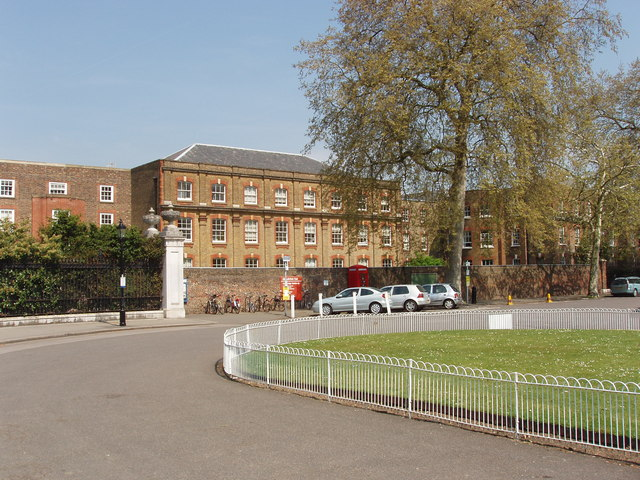
植物標本館
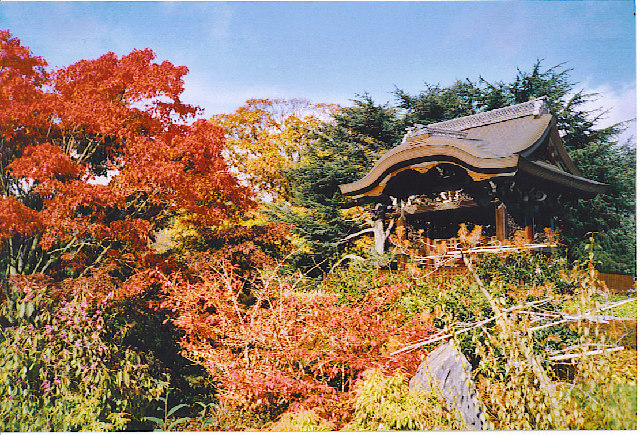
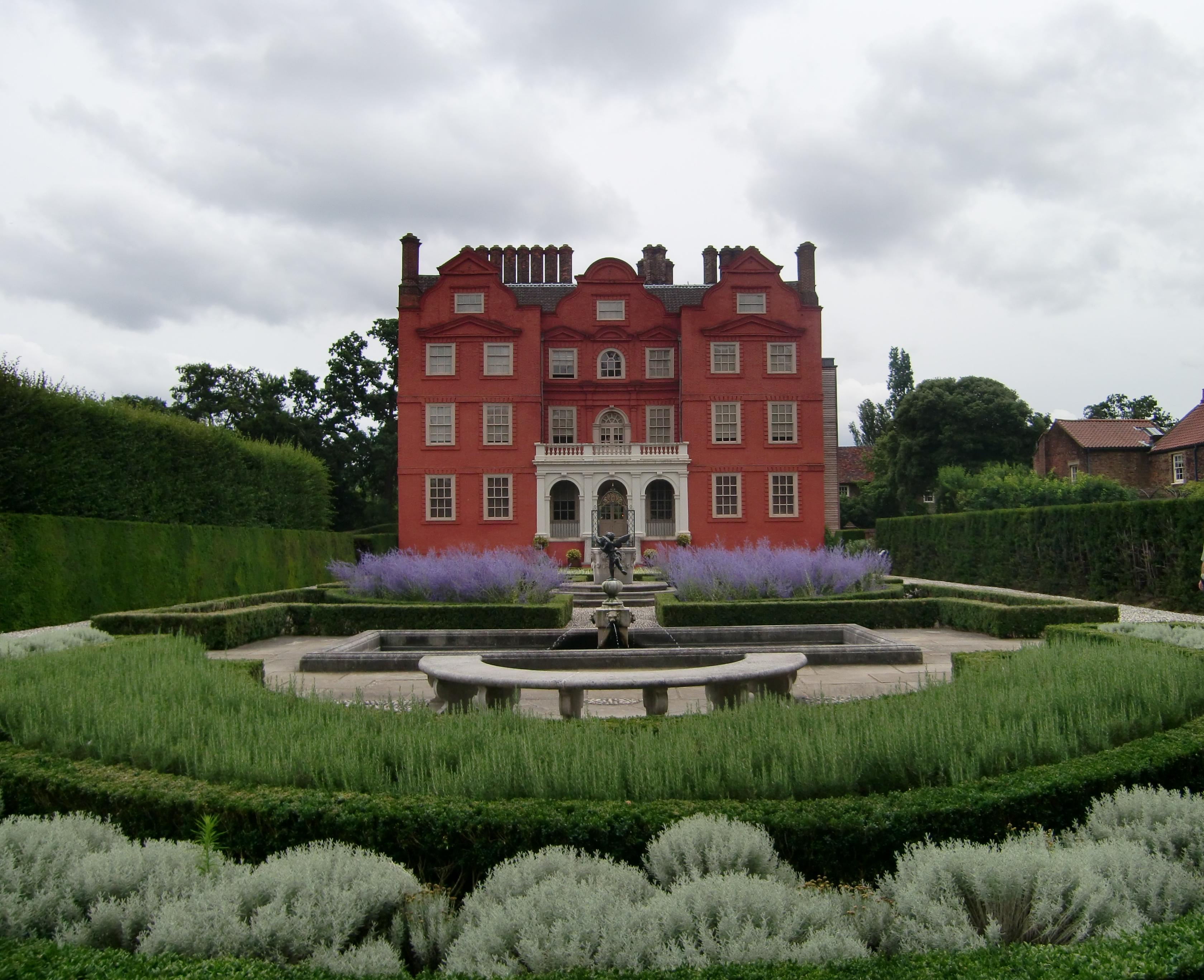
キュー宮殿
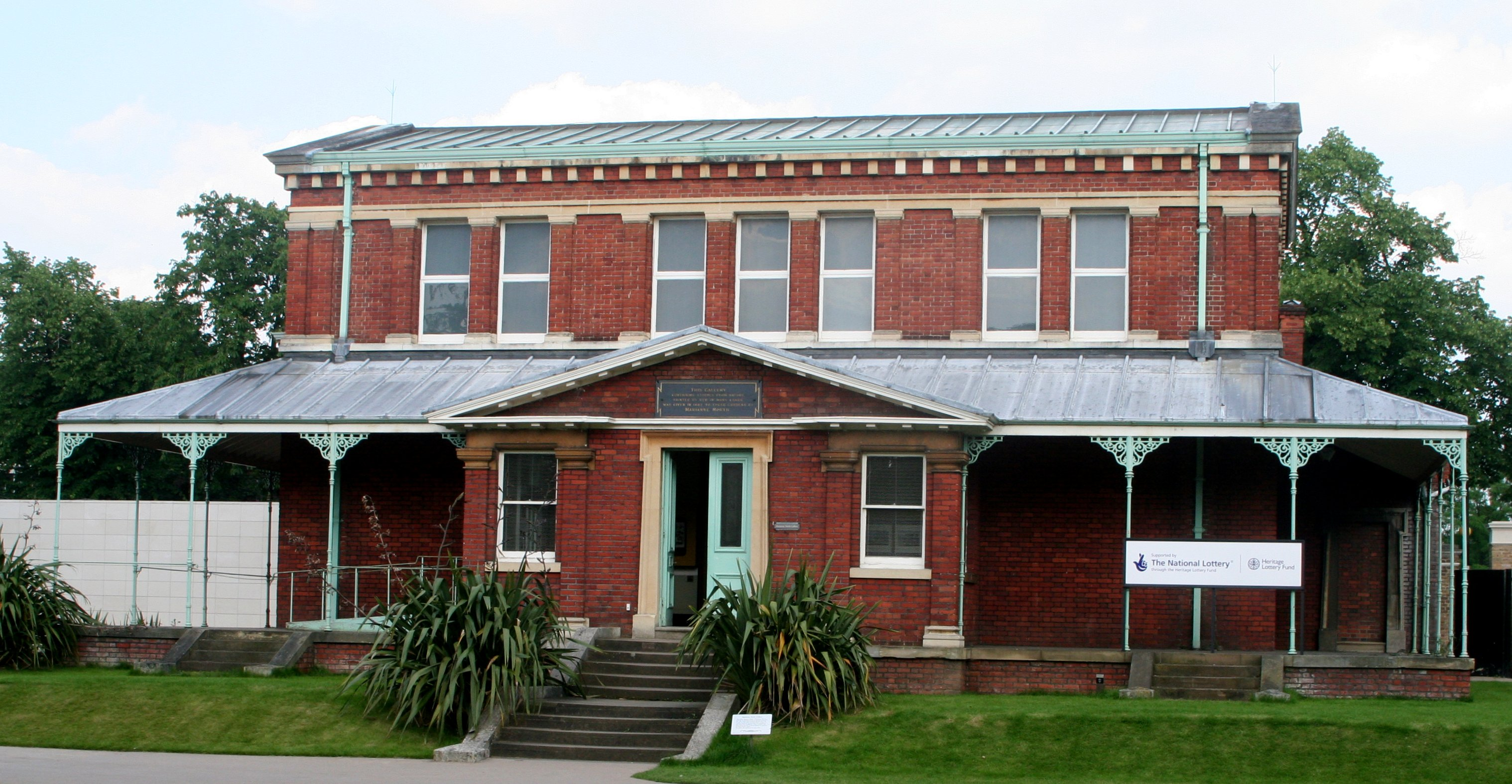
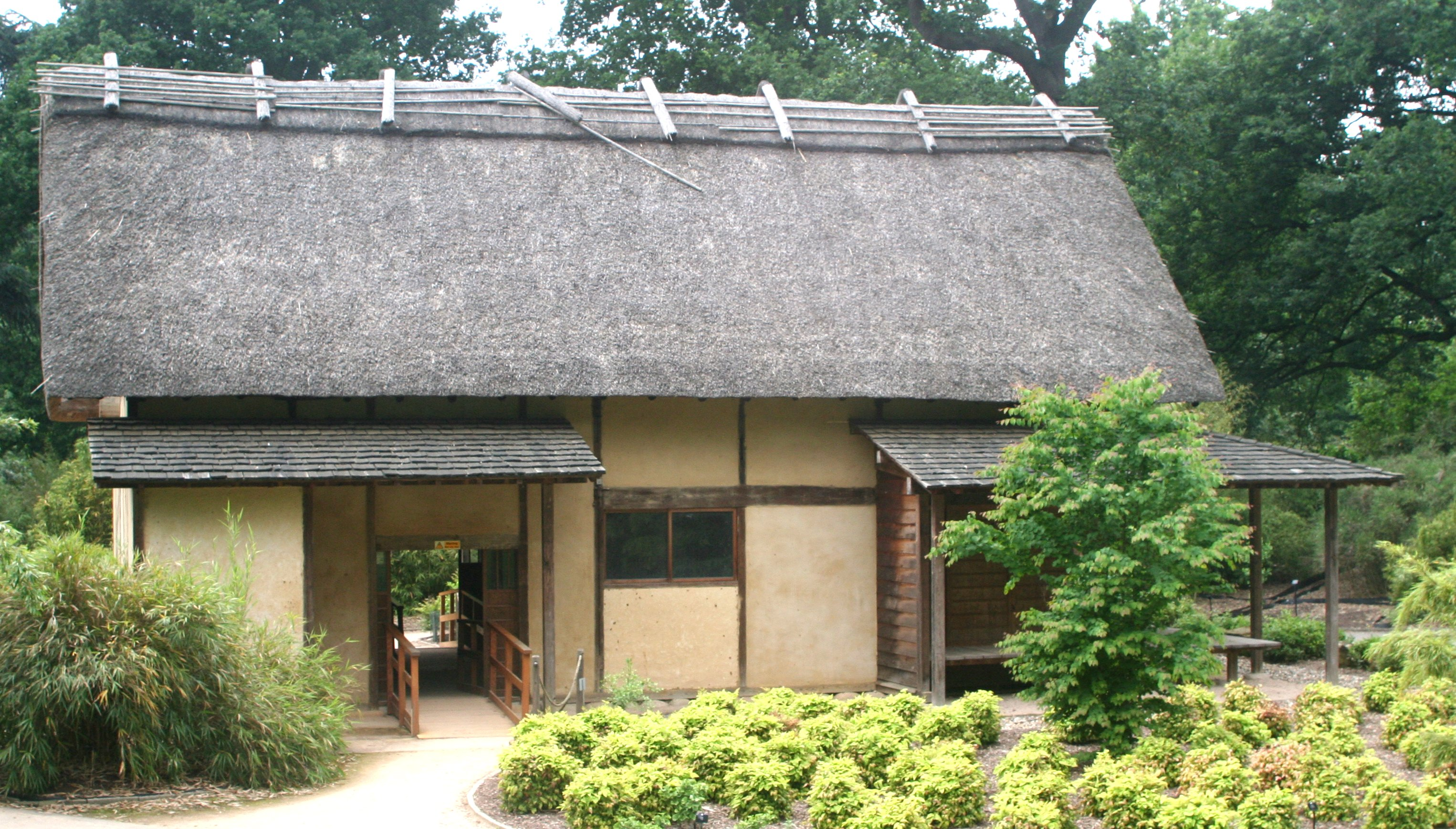
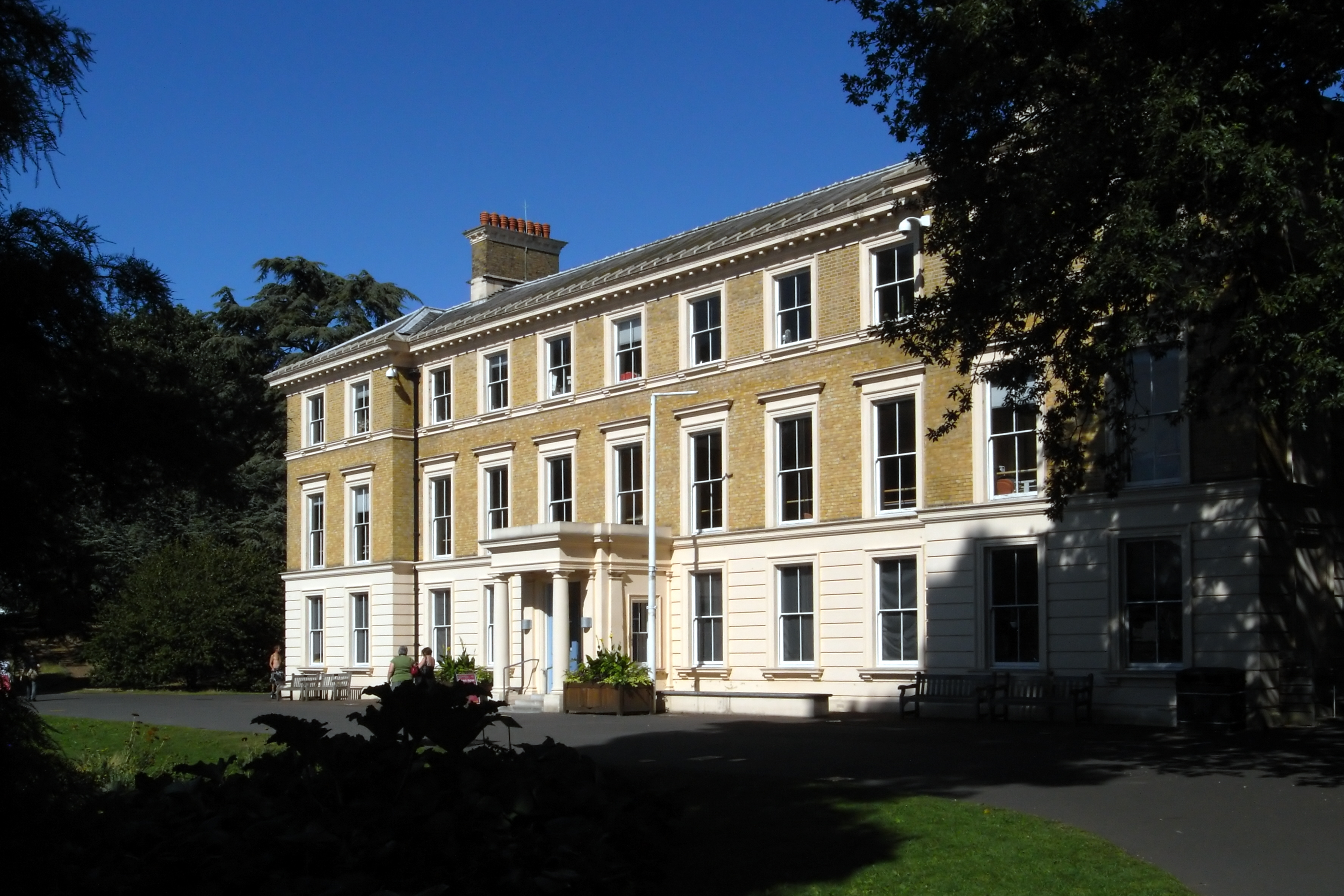
博物館
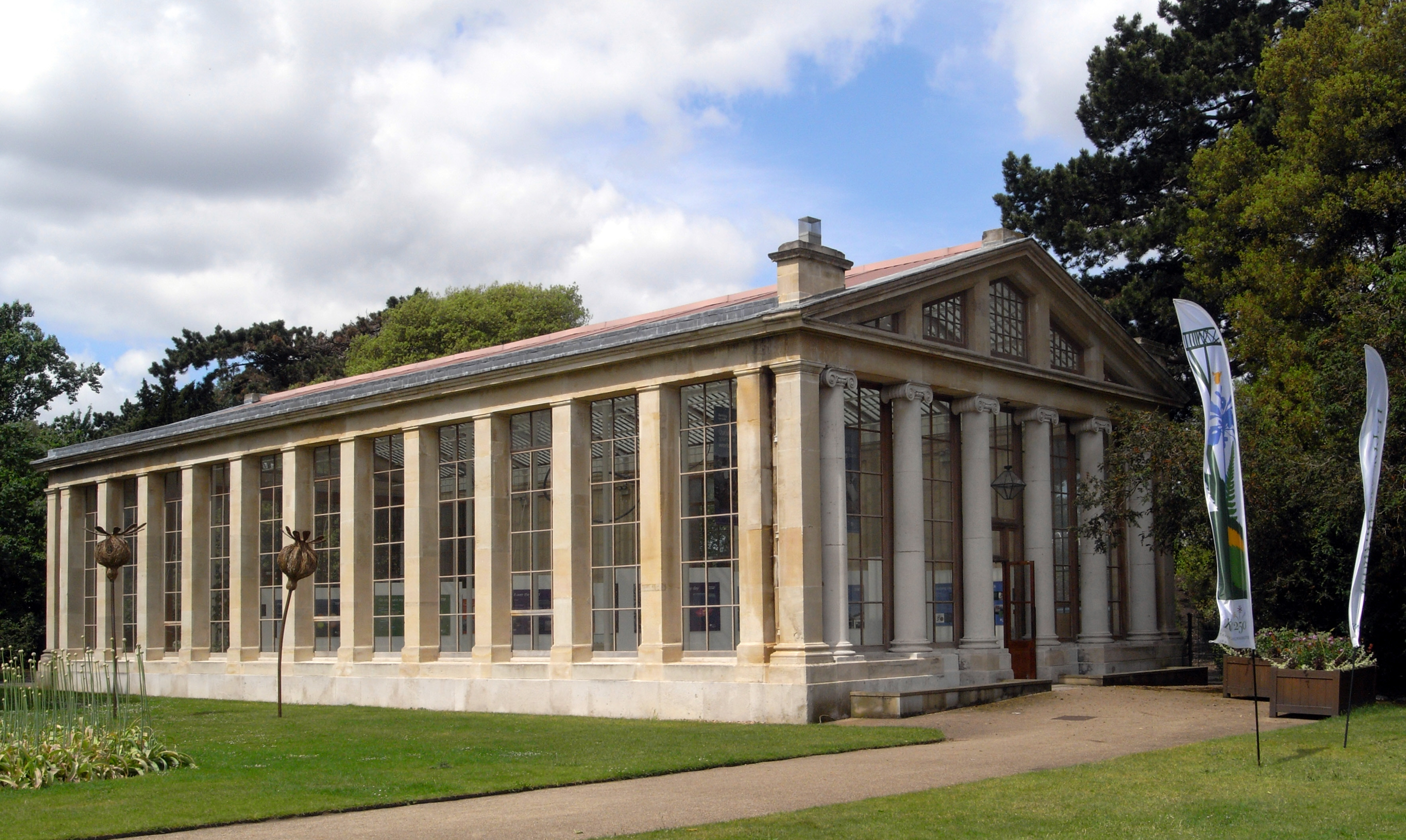
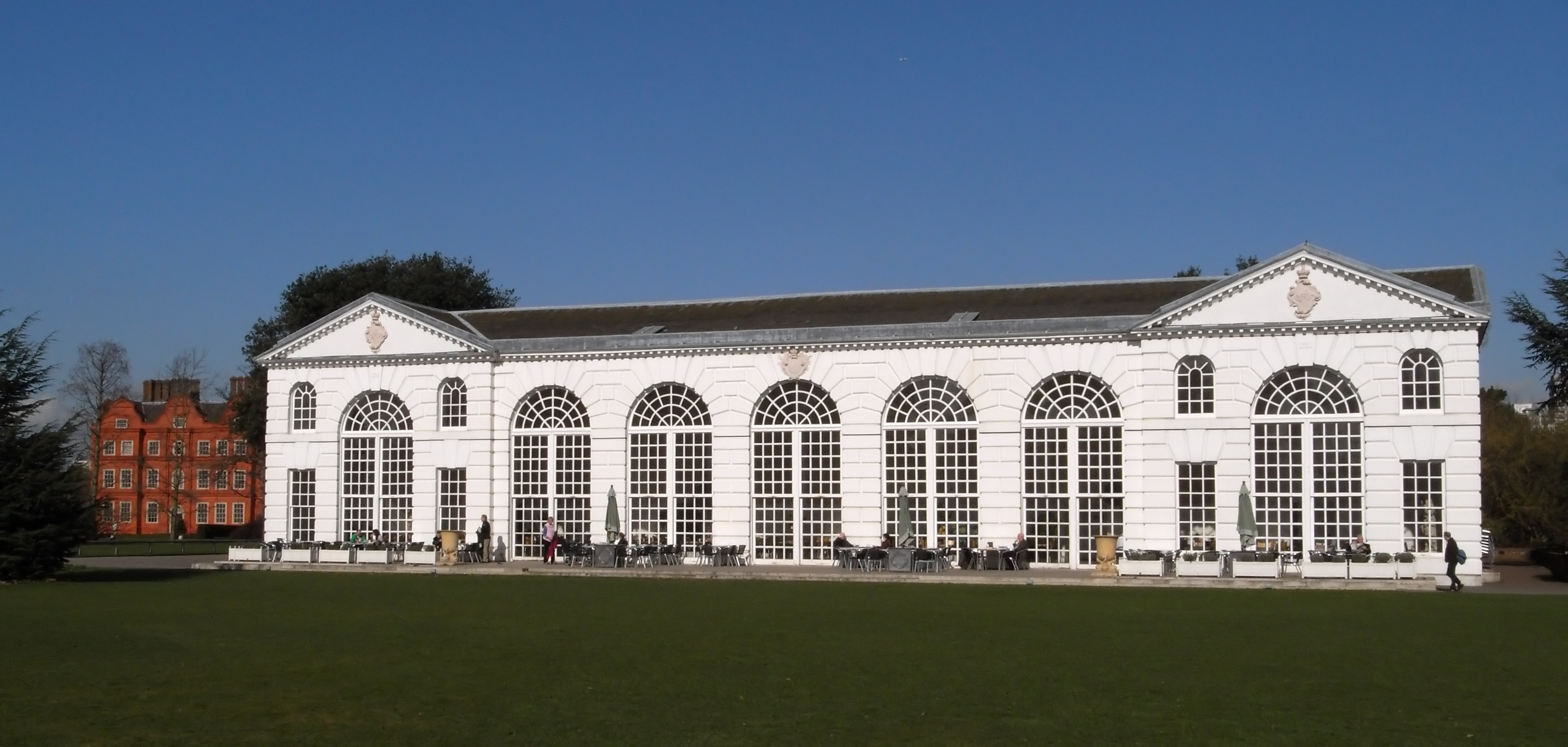
オレンジェリー
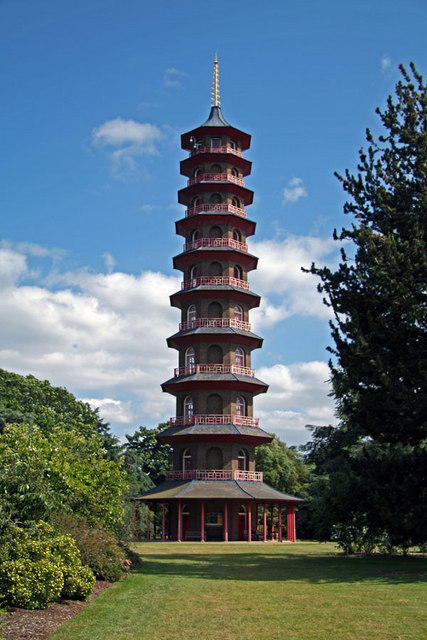
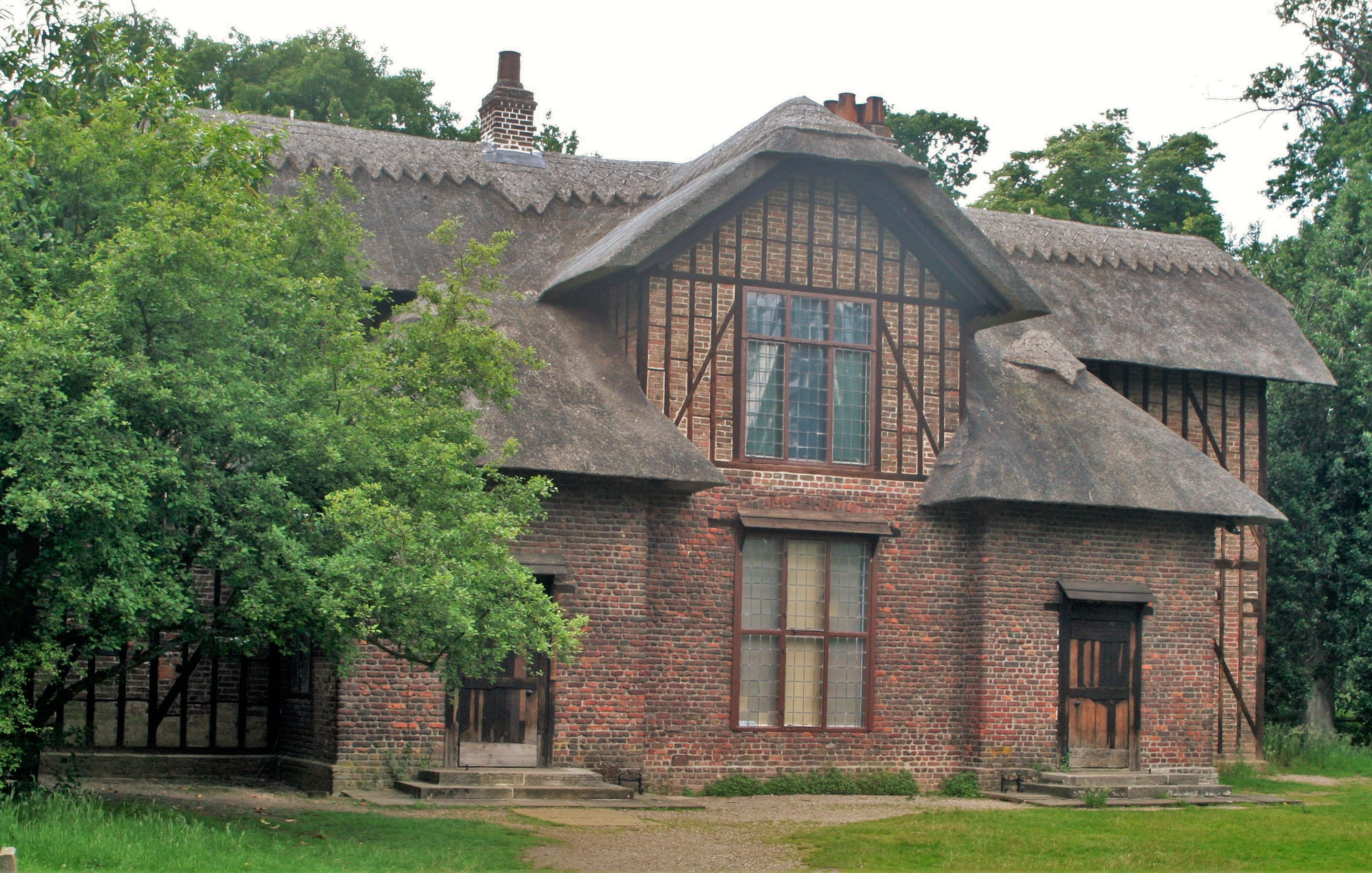
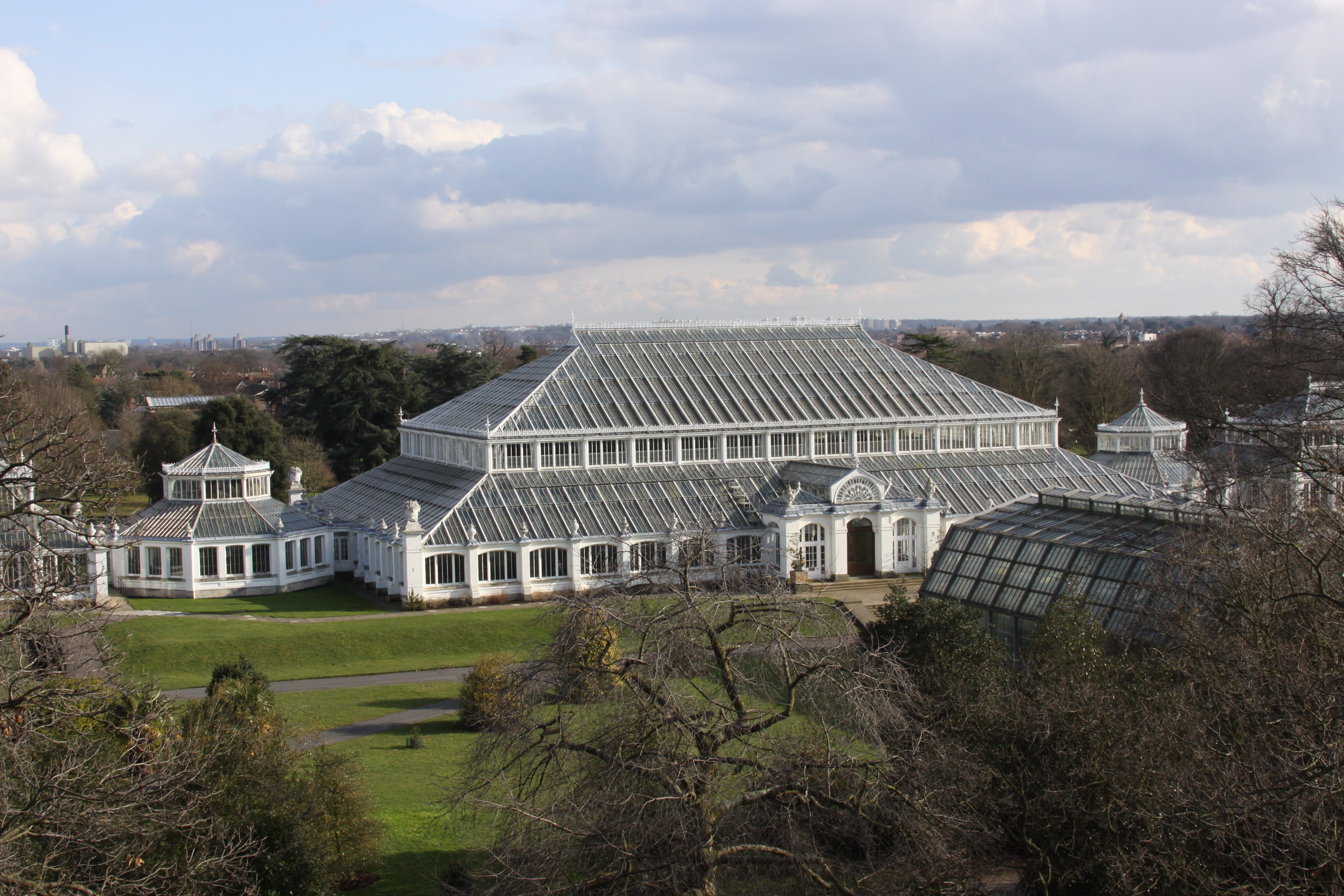
温室
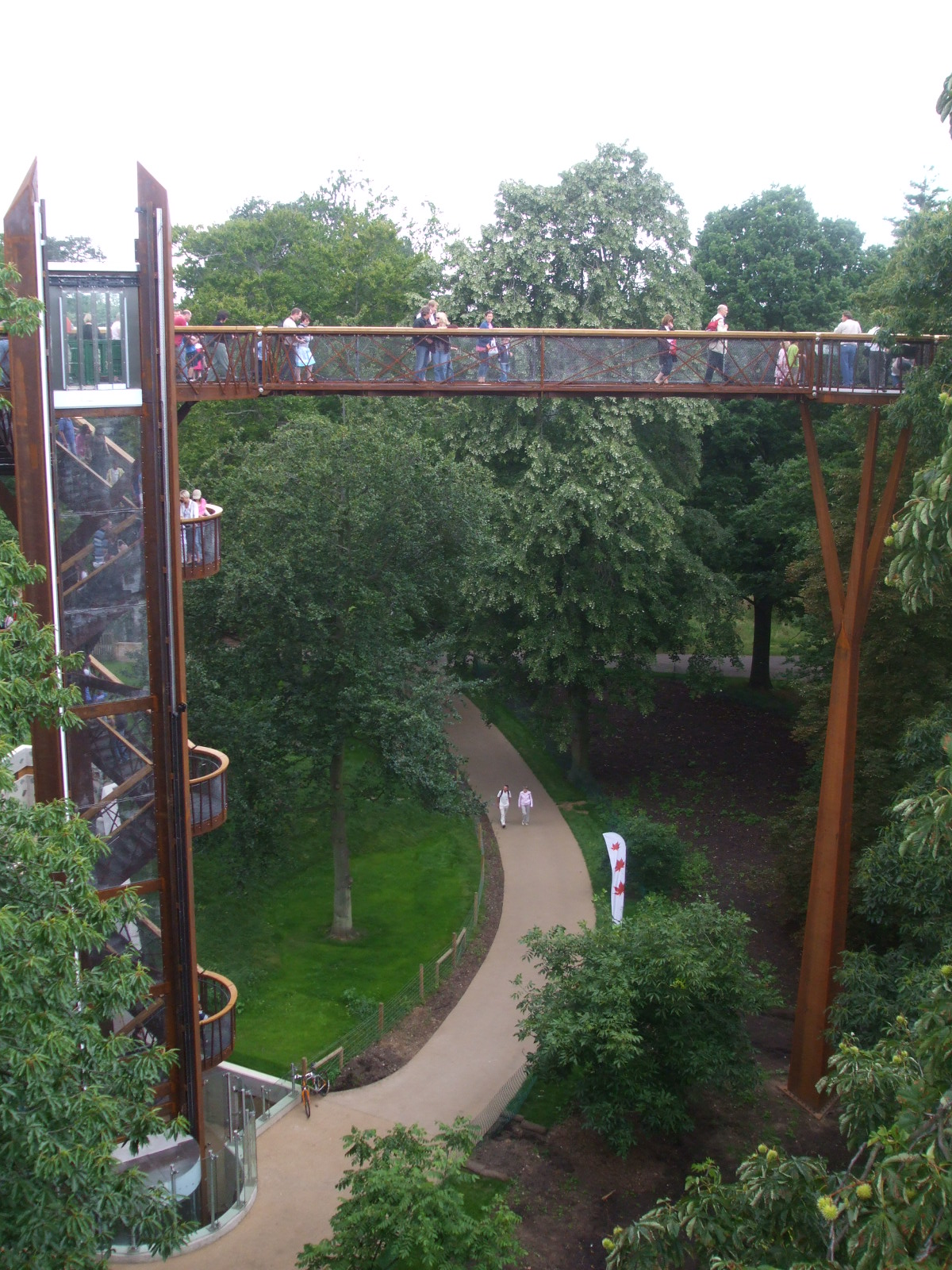
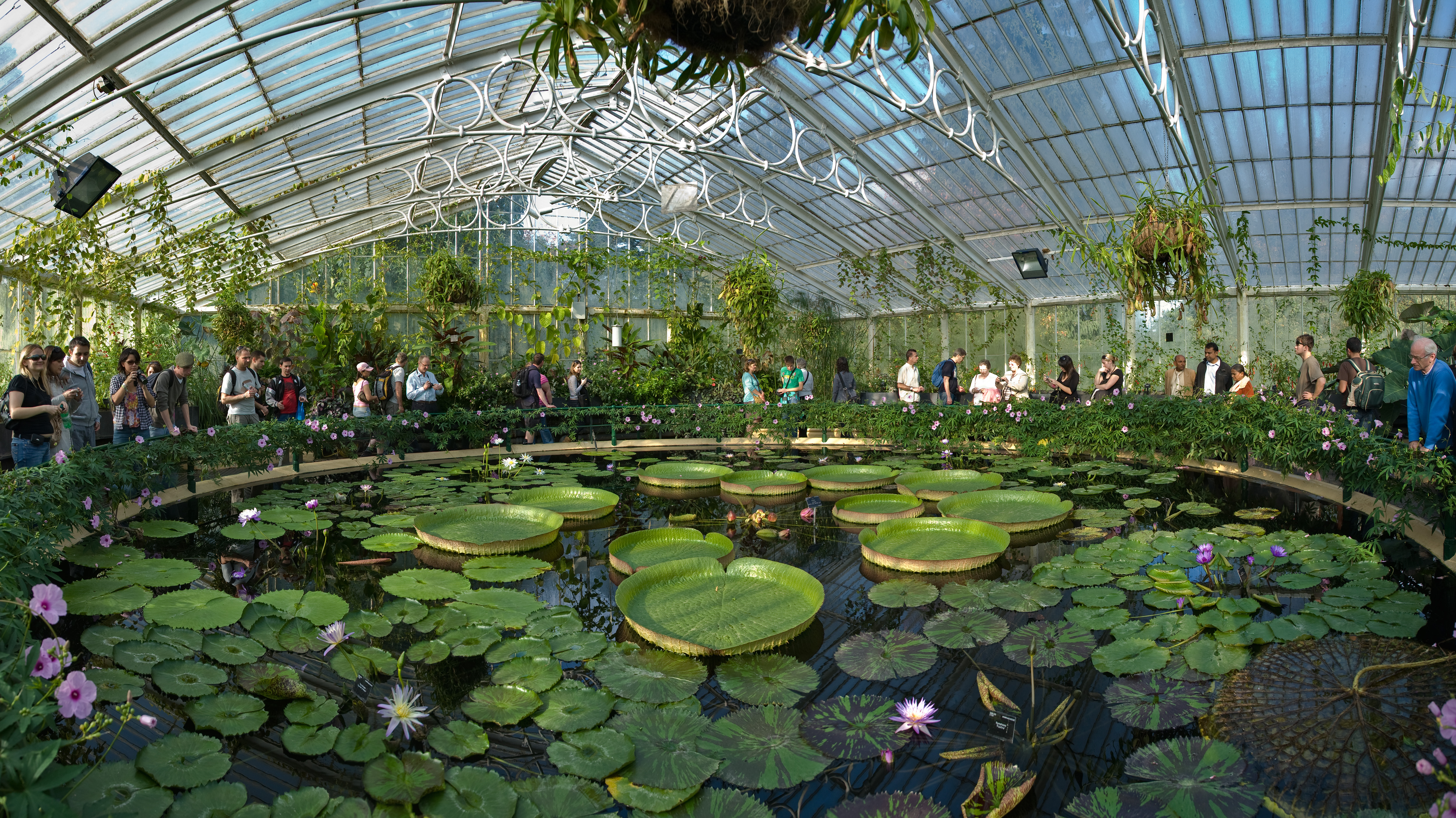
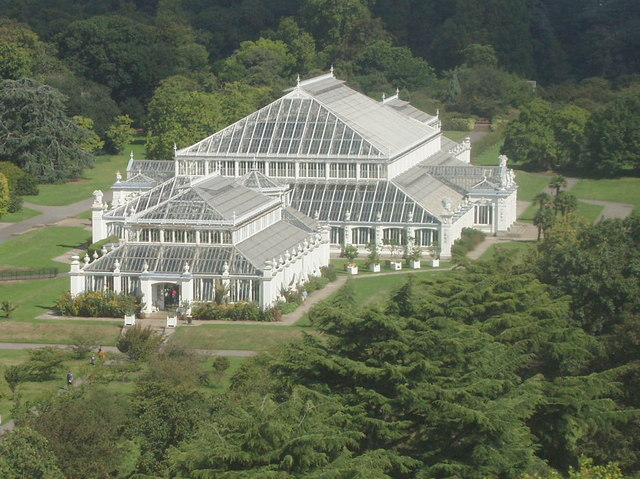
温室
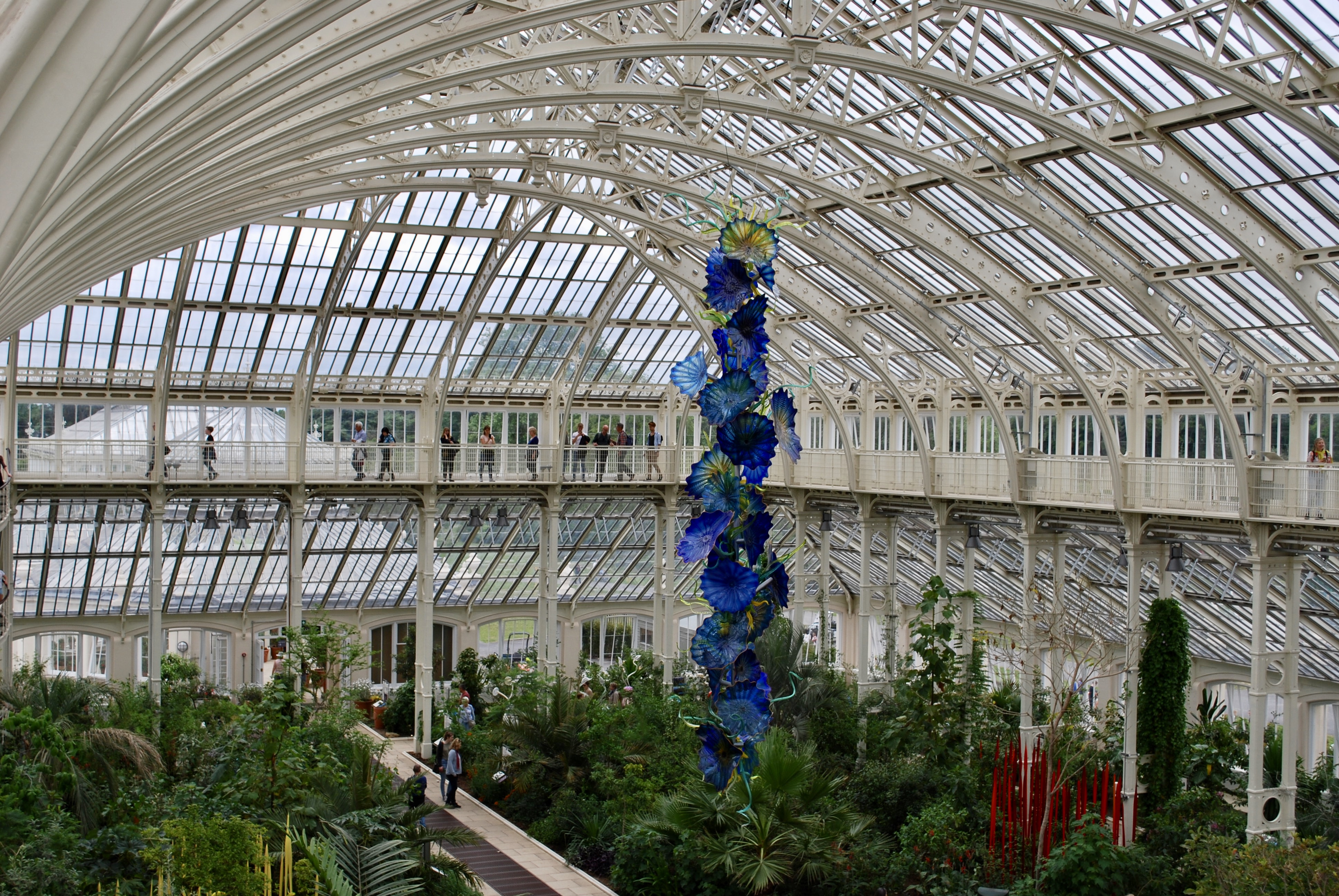
温室内部